# Джепко, Херб
Херб Джепко (англ. Herb Jepko, полное имя Герберт Эрл Джепко (англ. Herbert Earl Jepko); 20 марта 1931 — 31 марта 1995) — влиятельный ведущий ток-шоу по радио в Солт-Лейк-Сити (штат Юта, США) в период с 1964 по 1990 год. Он стал первым ведущим радио ток-шоу, организовавшим программу, транслируемую по спутнику на общенациональном уровне в США.

## Ранние годы
По сведениям департамента здравоохранения Аризоны (англ. Arizona Department of Health Services), Херб Джепко родился в городке Хейден (Hayden) в штате Колорадо у матери-одиночки по имени Мэри Айрин Парк (Mary Irene Parke).  При рождении он получил имя Уильям, но при усыновлении супругами Мэтро (Metro) и Нелли Джепко (Nellie Jepko) из Прескотта (штат Аризона) они назвали ребёнка Гербертом Эрлом Джепко (Herbert Earl Jepko). Брак Мэтро и Нелли не был счастливым. После развода ребёнок остался у Мэтро. Мэтро воевал на фронтах Второй мировой, где был ранен, и вскоре заболел. Поскольку отец не мог заботиться о Хербе, ребёнку время от времени приходилось жить у патронатных родителей. Херб учился в школе в Прескотте, но когда отец поправился настолько, чтобы самому заботиться о сыне, в 1949 году они переехали в Финикс. Там Херб окончил среднюю школу и некоторое время учился в колледже Финикса (Phoenix College), который тогда был скромным двухгодичным колледжем, а сегодня является флагманом системы колледжей Марикопа (Maricopa Community College system). Он хотел стать врачом, но вскоре у него кончились деньги, и его призвали в армию. Именно во время службы Херб впервые столкнулся с тем, что стало смыслом всей его жизни — с радио, поскольку служил в радио-телевизионных войсках во время войны в Корее.
После демобилизации Херб Джепко устроился на работу на радио и работал на ряде радиостанций на западе США, среди которых — KVNA во Флагстаффе и KFI в Лос-Анджелесе. Когда он работал директором по рекламе на радиостанции KFI, на него большое впечатление оказал популярный ночной радиоведущий Бен Хантер (Ben Hunter), который вёл ночную программу со звонками радиослушателей под названием «Шоу ночной совы» (Night Owl show). На работу Хантера поступало много положительных отзывов, и Херба впечатлила лояльность ночной аудитории. Он жил в Лос-Анджелесе до конца 1950-х. Там он и женился на Пэтси Литл Браун (Patsy Little Brown), которая позднее станет известна радиослушателям под именем Пэт (Pat). Херб, Пэтси и пятеро их детей от предыдущих браков переехали в Солт-Лейк-Сити, родной город Пэтси, в начале 1960-х годов. Впоследствии у четы родился один общий ребёнок, Херб Джепко-младший (Herb Jepko Junior) (сокращённо Джеп (Jep) или Джеппи (Jeppy)). По общему мнению, супруги любили друг друга, и их брак был прочным.

## Карьера на радио
Херб работал на нескольких радиостанциях в районе Солт-Лейк-Сити, в том числе на KCPX, где он исполнял джаз для ночной аудитории слушателей; и на новой станции KANN в Огдене (штат Юта), где он вёл вечернюю радиопередачу для возвращающихся с работы автомобилистов. Затем, в 1962 году, Херб Джепко устроился на радиостанцию KSL, где вначале вёл дневные программы, а впоследствии, в апреле 1963 года, стал ведущим утренней музыкальной программы, которую вёл до конца 1963 года. Несмотря на то, что он работал в очень заметное время, Херба удивляло, что такая мощная радиостанция как KSL (с сильным сигналом, который был слышен в ряде штатов) прекращала вещание в полночь. Он знал, каким успехом пользовалось шоу Бена Хантера, и считал, что такая же ночная аудитория была и в Солт-Лейк-Сити, которая оставалась неохваченной. 11 февраля 1964 года в ночной эфир впервые вышло шоу Херба Джепко. Шоу шло в прямом эфире с включенным направленным микрофоном, вначале под названием «Другая сторона дня» («The Other Side of the Day»), а затем — «Найткэпс» («Nitecaps»), причём это название программа получила по итогам конкурса, проведённого среди радиослушателей на первом же году своего существования. К началу ноября 1975 года эта программа стала первым общенациональным ток-шоу со звонками слушателей в прямом эфире, распространяемым последовательно по радиостанциям, когда Mutual Broadcasting System согласилась транслировать её последовательно по радиостанциям.
Такую принципиально новую последовательную трансляцию ток-шоу Джепко по радиостанциям (англ. syndication) часто называют первопроходцем, проложившим путь для общенациональных ток-шоу на радио, что впоследствии привело к известности таких ведущих как Ларри Кинг и Фил Донахью (Phil Donahue). Иронией судьбы можно назвать то, что по расторжении контракта Джепко с компанией Mutual Broadcasting System 29 мая 1977 года его сменили вначале Лонг Джон Небел (Long John Nebel) и Кэнди Джоунс (Candy Jones) (супружеская команда), а через полгода (после безвременной кончины Лонг Джона) — Ларри Кинг. (Очевидно, Джепко предлагали остаться в Mutual, если он станет более полемичным и попытается привлечь более молодёжную аудиторию, но он остался непреклонным, считая свои долгом сохранять приверженность сложившейся преимущественно сельской и более старшего возраста аудитории радиослушателей.)
«Найткэп шоу» Херба Джепко («The Herb Jepko Nitecap Show») было своеобразным, никогда не сосредоточиваясь на одной теме. Проводимая в расслабленной обстановке, характерной для времени его проведения (необычного в те времена) с 12 часов ночи до 6 часов утра, программа полностью состояла из телефонных звонков радиослушателей: разрешалось обсуждать любую тему, о которой хотел говорить слушатель, какой бы незначительной или большой она ни была, при этом единственными запрещёнными темами были политика и религия. Позднее, по мере роста популярности ток-шоу, звонящих радиослушателей стали ограничивать одним звонком раз в две недели продолжительностью не более 5 минут. Чтобы обозначить, что время звонка слушателя истекло, Херб Джепко стал включать запись «Tinkerbell», исполнение на шарманке песни «Never On Sunday» («Никогда в воскресенье»).
Большинство слушателей были пожилые люди, люди, ведущие уединённую жизнь, или водители-дальнобойщики, но было и некоторое число людей, страдающих бессонницей, которые были рады услышать дружелюбный голос. При этом в мире раздражённо и агрессивно разговаривающих людей Херб Джепко, слушатели которого называли его Херби («Herbie»), стал известен благодаря своему дружескому, тёплому и совершенно неполемичному характеру. Он сказал бравшему у него интервью журналисту в 1965 году, что надеется, что его шоу будет способствовать «благорасположению и пониманию», чтобы его слушатели ощущали себя частью одной семьи.

## Джепко и «Найткэпс»
«Найткэпс» («Nitecaps») было больше чем просто радиошоу. Это был клуб — Международная ассоциация Найткэпс (Nitecaps International Association). Её члены на местах создавали отделения, называвшиеся «Найтстэндс» («Nitestands»). Они близко к сердцу воспринимали призыв Джепко к благорасположению и доброй воле и добровольно посвящали своё время заботе о престарелых, больных, военнослужащих и людях, запертых в четырёх стенах: Nitestands ставили своей целью не только общение с другими поклонниками программы, но и благотворительность в своей округе. При этом иногда Джепко приезжал в какой-нибудь городок и проводил передачу в прямом эфире. Кроме того, Херб и Пэтси спонсировали проведение ежегодного съезда членов ассоциации, давая им возможность встретиться друг с другом. Это чувство единения было особенно важным, и Херб Джепко всячески развивал его. У программы «Nitecaps» был собственный журнал под названием «The Wick» («Фитиль») и собственные позывные в эфире — песню, написанную радиослушательницей Деллой Дэйм (Della Dame) в исполнении местного музыканта Дона Рэя (Don Ray). Её можно послушать здесь. (Песня в качестве позывных была выбрана радиослушателями результате еще одного радиоконкурса песен, написанных радиослушателями). Херб Джепко также учредил туристическое агентство «Nitecaps» и страховую компанию, а также составил сборники кулинарных рецептов из рецептов, присланных на передачу радиослушателями. Фактически любой слушатель «Найткэпс» мог найти множество товаров, которые можно было купить и которые часто рекламировались и предлагались на страницах журнала «Wick».
Хотя поклонники обожали его и любили его программу, компания MBS сняла его с общенационального эфира в конце мая 1977 года. Фаны Джепко были очень расстроены и настаивали на том, чтобы он как-то оставался в эфире, поэтому Херб сколотил вместе 14 радиостанций, включая мощную KSL, которые стали новой «Nitecap Radio Network» («Радиосеть Найткэп»). К сожалению, к этому времени (в отличие от начала 1960-х годов), у Херба Джепко было много конкурентов по ночным программам, среди которых круглосуточное телевидение, кабельное ТВ, круглосуточные радиостанции и Ларри Кинг. Когда KSL отказалось от программы в конце 1978 года, Херб продолжил вести ток-шоу на горстке радиостанций, в конце концов обанкротившись в попытках продолжить вещание шоу. Был предпринят ряд попыток возродить программу, включая попытку, предпринятую каналом WOAI в начале 1980-х годов, но ни одна из них не пользовалась успехом и не стала продолжительной.

## Последние годы жизни
Несмотря на свою популярность, Херб Джепко не получил значительной выгоды от своей работы. По словам его бывшего коллеги, его шоу «Найткэпс» было финансово успешным, но заключённый им договор с сетью Mutual был невыгодным для него. Тогда как он и его сотрудники сделали всё для продажи коммерческого времени в программе KSL, сеть Mutual настояла на осуществлении продаж в отношении шоу, транслируемого другими радиостанциями. Это было бы неплохо, если бы Mutual понимала, как продавать ночной радиоэфир, на котором преобладала (и по-прежнему преобладает) реклама, предполагающая прямой ответ адресата, (а не рейтинги или привлекательность стоимости пункта рейтинга). Практически сразу возникли проблемы, которые вызвали постоянные трения между тем, как хотела бы вести дела сеть Mutual, и как должны были обстоять дела по мнению Джепко. В конечном итоге у него сложилось убеждение, что Mutual не понимает своеобразие его аудитории слушателей. С другой стороны, Mutual, столкнувшись с проблемами в получении разрешений на вещание шоу со стороны своих аффилированных радиостанций (лишь около 70 из более чем 500 аффилированных с MBS станций когда-либо транслировали программу), решила, что аудитория Джепко слишком возрастная, слишком сельская и недостаточно большая, чтобы приносить сети прибыль. Джепко воспринял это как предательство Mutual относительно первоначального контракта с ним и её отказ от шоу. Ко времени окончания срока действия контракта с Джепко он потерял все деньги, которые ему вначале принесло ток-шоу «Найткэпс».
В 1992 году умер от СПИДа младший сын Джепко, Герберт Эрл-младший. После смерти сына здоровье Херба резко пошатнулось, при этом, со слов его бывших коллег, у него были проблемы с алкоголем, обострившиеся в этот период. Причиной его смерти указана «печёночная недостаточность».

## Память
Некоторые из его бывших слушателей по-прежнему тепло вспоминают о нём как о человеке, доказавшем, что ток-шоу может быть добрее и человечнее, при этом сохраняя свою привлекательность для широкой аудитории, во времена, когда радио становилось всё более полемичным, а выступающие — всё более раздражёнными и сердитыми.
В 2003 году прах Херба Джепко был перенесён в Зал славы (Hall of Fame) Ассоциации радиовещательных компаний Юты (Utah Broadcaster Association). В Университете Юты ведётся работа по учреждению мемориального стипендиального фонда его имени.